# Wasserturm Hohenlockstedt
| Wasserturm Hohenlockstedt | Wasserturm Hohenlockstedt                                                 |
| Daten                     | Daten                                                                     |
| ------------------------- | ------------------------------------------------------------------------- |
| Baujahr:                  | 1901–1902                                                                 |
| Turmhöhe:                 | 24,3 m                                                                    |
| Nutzhöhe:                 | 21,2 m                                                                    |
| Behälterart:              | Intze 1                                                                   |
| Volumen des Behälters:    | 125 m³                                                                    |
| Stilllegung:              | 1984                                                                      |
| Ursprüngliche Nutzung:    | Wasserversorgung des Lockstedter Lagers, dann der Gemeinde Hohenlockstedt |
| Heutige Nutzung:          | Aussichtsplattform, ebenfalls sind standesamtliche Trauungen möglich.     |

Der Wasserturm Hohenlockstedt wurde 1901–1902 errichtet. Er diente zur Wasserversorgung des Lockstedter Lagers, eines Truppenübungsplatzes auf der Lockstedter Heide.

## Der Bau
Oberbaurat Schmidt aus Darmstadt entwarf und plante den Bau. Der 17 m hohe Schaft wurde mit rotem Hademarschener Klinker gemauert. Der darauf ruhende Behälter ist mit einem Umlauf versehen. Die Außenwand im Bereich des Behälters besteht aus einem dünnen Betonmantel, der mit Maschendraht bewehrt ist. Das Dach ist mit Teerpappe gedeckt. Die Höhe über Grund ohne Signalmast beträgt 24,30 m. Der Wassertank hat ein Fassungsvermögen von 125 m³. Außen am Turm befindet sich eine Wasserstandsanzeige, welche über eine Kette gesteuert wird, die mit dem Schwimmer im Tank verbunden ist.

## Der Signalmast
Auf der Turmspitze ist ein 9,50 m hoher Signalmast angebracht. Ein kugeliger Signalkorb (Warnballon) konnte mit einem Drahtseil-Spill aufgezogen oder abgelassen werden. Der aufgezogene Warnballon signalisierte, dass außerhalb des Ortes scharf geschossen wurde.

## Der Betrieb
Neben dem Turm steht das ehemalige Pumpenhaus. Die darin untergebrachten beiden Pumpen wurden mit einem Dieselmotor angetrieben. Sie saugten das Wasser aus vier Brunnen an, liefen aber nicht ständig. Wenn die Wasserstandsanzeige außen am Turm 20 m³ anzeigte, wurden die Pumpen eingeschaltet, um den Wassertank wieder aufzufüllen.

## Die heutige Nutzung
Der Wasserturm stellte 1984 seinen Betrieb ein, nachdem ein neues Wasserwerk die Versorgung der Gemeinde übernommen hatte. Seit 1983 steht der Turm unter Denkmalschutz. 1985 fand eine erste Sanierung statt. Im ehemaligen Pumpenhaus hat man das Museum am Wasserturm Hohenlockstedt eingerichtet. Im Jahr 2007 wurde der Turm nochmals saniert und umgestaltet. Im Wasserbehälter und der Turmkopfbekleidung hat man Fenster eingebaut. Seitdem kann der Wasserturm als Aussichtsturm genutzt werden. Standesamtliche Trauungen mit maximal zehn anwesenden Personen sind ebenfalls möglich.